# Richborough
Richborough è un insediamento poco a nord di Sandwich, nel Kent, sulla costa orientale dell'Inghilterra.
Sorge sull'antica Rutupiae, centro militare e civile romano fondato nel I secolo. Durante la prima guerra mondiale, il sito fu utilizzato come un porto per trasportare materiale e truppe al fronte.
Alcune anfore prodotte a Lipari ritrovate durante gli scavi archeologici, chiamate Richborough 527, attestano la commercializzazione dell'allume siciliano nel III sec. d.C.